# Wabarra
Genre
Wabarra est un genre d'araignées aranéomorphes de la famille des Amaurobiidae.

## Distribution
Les espèces de ce genre sont endémiques du Queensland en Australie.

## Liste des espèces
Selon World Spider Catalog (version 17.5, 13/09/2016) :
- Wabarra caverna Davies, 1996
- Wabarra pallida Davies, 1996

## Publication originale
- Davies, 1996 : A new genus (Araneae: Amaurobioidea) from Australia with a rainforest species and a relict species from limestone caves. Revue suisse de Zoologie, hors série n. 1, p. 125-133.